# موريتز مولر
موريتز مولر (بالألمانية: Moritz Müller)‏ هو لاعب هوكي الجليد ألماني، ولد في 19 نوفمبر 1986 في فرانكفورت في ألمانيا.

## وصلات خارجية
- موريتز مولر على موقع EliteProspects.com (الإنجليزية)
- موريتز مولر على موقع Eurohockey.com (الإنجليزية)
- موريتز مولر على موقع HockeyDB.com (الإنجليزية)
- موريتز مولر على موقع أوليمبيديا (الإنجليزية)